# Glees
Glees är en kommun och ort i Tyskland, belägen i Landkreis Ahrweiler i förbundslandet Rheinland-Pfalz. Kommunen har cirka 600 invånare och ingår som en del i kommunalförbundet Verbandsgemeinde Brohltal.
Orten är känd som turistmål, med kratersjön Laacher See och det medeltida benediktinerklostret Maria Laach.